# كارل درايس

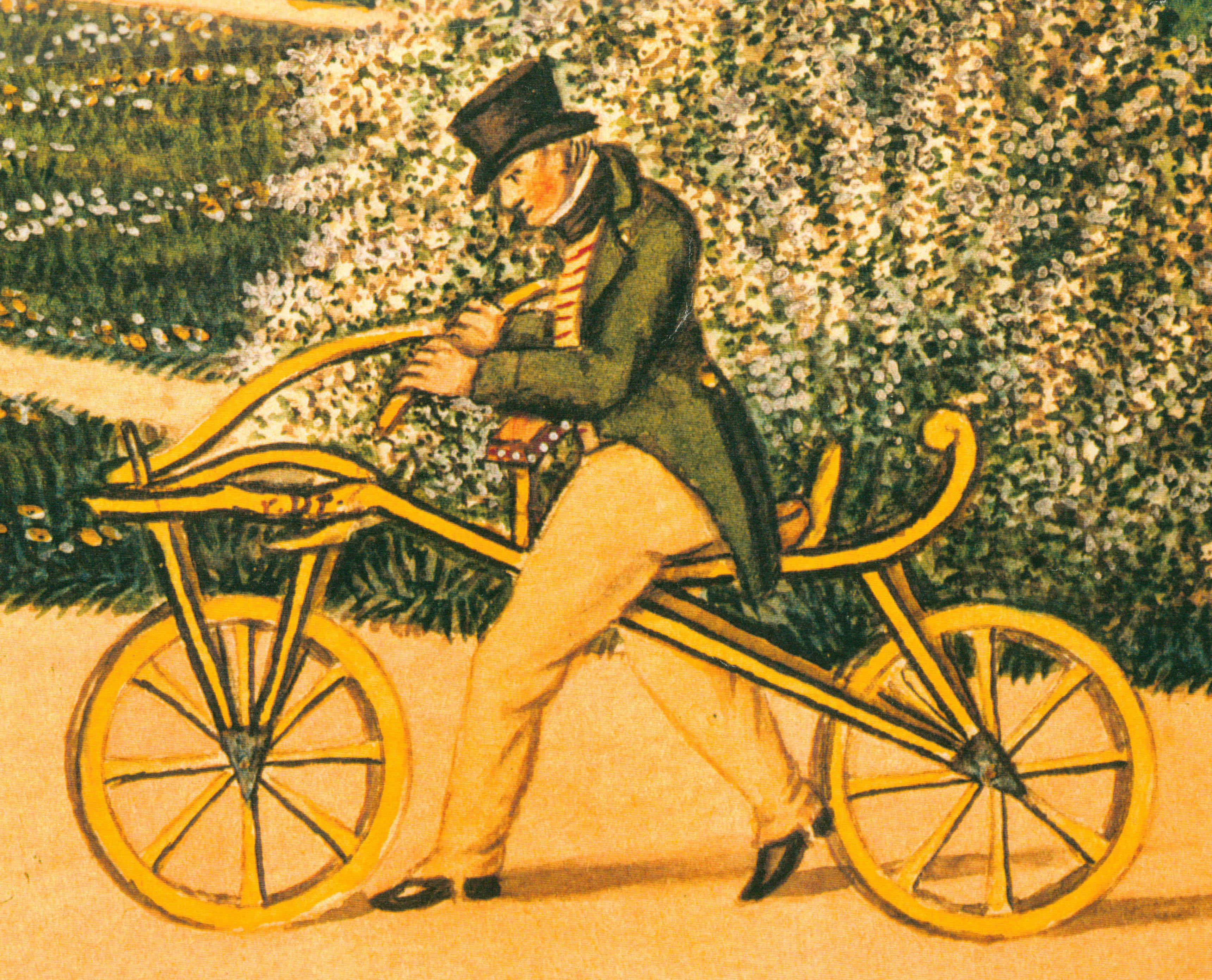
كارل فون درايسon his original Laufmaschine, the earliest two-wheeler، في عام 1819

كارل دريس (بالألمانية: Karl Drais) من مواليد 1785 ووفيات 1851 هو مخترع ألماني اخترع الدراجة في أول صورها سنة 1817.